# Сабин, Флоренс Рена
Флоренс Рена Сабин (англ. Florence Rena Sabin; 9 ноября 1871, Сентрал Сити, Колорадо, США — 3 октября 1953, Денвер, Колорадо, США) — американский учёный-медик, анатом, женщина-пионер в науке, первая женщина ставшая полным профессором в Школе медицины Университета Джонса Хопкинса и первая женщина, избранная членом Национальной АН США (в 1925 году). Удостоена Mary Woodard Lasker Public Service Award (1951), в 1973 году введена в Национальный зал славы женщин. Она создала себе впечатляющую репутацию благодаря своей работе в области эмбриологии и гистологии (изучение тканей). Она также перевернула традиционное объяснение развития лимфатической системы, доказав, что она развилась из вен эмбриона и выросла в ткани, а не наоборот.

## Биография
Флоренс Рена Сабин родилась в 1871 году. Была младшей дочерью горного инженера. Училась в Денвере в Колорадо и в Вермонте, окончила Колледж Смит в Массачусетсе (1893). В 1896 году поступила в Школу медицины Университета Джонса Хопкинса и окончила её в 1900 году, а в 1917 стала там полным профессором и первой женщиной в этом качестве. С 1925 года член Рокфеллеровского института медицинских исследований, с 1938 года в отставке. 